# Mniusa incrassata
Mniusa incrassata är en skalbaggsart som först beskrevs av Étienne Mulsant och Claudius Rey 1852.  Mniusa incrassata ingår i släktet Mniusa, och familjen kortvingar. Arten är reproducerande i Sverige.